# باشگاه ورزشی الجیش (سوریه)
الجیش سوریه یکی از باشگاه‌های فوتبال کشور سوریه می‌باشد که هم‌اکنون در لیگ دسته اول این کشور که بالاترین سطح مسابقات فوتبال در سوریه است، مشغول به رقابت با دیگر تیم‌ها است.
این باشگاه در سال ۲۰۰۴ به مقام قهرمانی مسابقات لیگ قهرمانان آسیا ۲ رسیده‌است.

## عملکرد در مسابقات AFC
- لیگ قهرمانان آسیا ۲

۲۰۰۴: قهرمان